# Perkins Beach
Perkins Beach ist ein Sandstrand im Süden des australischen Bundesstaats Western Australia. Er liegt südlich des Ortes Torbay.
Der Strand ist 1,7 Kilometer lang und bis zu 60 Meter breit. Er öffnet sich in Richtung Südosten. Von der Perkins Beach Road geht ein nur mit Vierradantrieb befahrbarer Weg ab, der zum Strand führt.
Perkins Beach wird nicht von Rettungsschwimmern bewacht.